# Amália de Nassau-Dietz
Amália de Nassau-Dietz (Haia, 25 de novembro de 1655 - Eisenach, 16 de fevereiro de 1695) foi uma princesa de Nassau-Dietz.

## Família
Amália era a filha mais velha do conde Guilherme Frederico de Nassau-Dietz e da princesa Albertina Inês de Orange-Nassau. Os seus avós paternos eram o conde Ernesto Casimiro I de Nassau-Dietz e a princesa Sofia Hedwig de Brunswick-Lüneburg. Os seus avós maternos eram o stadtholder Frederico Henrique de Orange e a princesa Amália de Solms-Braunfels. A sua tia Luísa Henriqueta de Orange-Nassau era mãe de Frederico I, primeiro rei da Prússia.

## Casamento e descendência
No dia 28 de Novembro de 1690 casou-se com João Guilherme III, Duque de Saxe-Eisenach, filho de João Jorge I, Duque de Saxe-Eisenach e da duquesa Joaneta de Sayn-Wittgenstein. Tiveram dois filhos:
1. Guilherme Henrique, Duque de Saxe-Eisenach (10 de novembro de 1691 - 26 de julho de 1741); casado primeiro com a princesa Ana Sofia de Hohenzollern; sem descendência; casado depois com Albertina de Nassau-Idstein; sem descendência.
2. Albertina Joana de Saxe-Eisenach (28 de fevereiro de 1693 - 1 de abril de 1700), morreu aos sete anos de idade.

## Morte
Amália morreu no dia 16 de fevereiro de 1695 aos 39 anos de idade.